# 池田政武
池田 政武（いけだ まさたけ）は、江戸時代前期の旗本。播磨国福本池田家2代当主。7000石の交代寄合である。

## 略歴
慶安2年（1649年）、池田輝澄の五男として誕生。
寛文5年（1665年）に福本藩主だった兄・政直が死去すると、寛文6年（1666年）3月15日に家督は弟の政武が継ぐこととなったが、このときに政武に7000石、弟・政済に3000石（屋形池田家）を分与したため、交代寄合となった。
貞享4年（1687年）5月7日に死去。享年39。長男の政森が幼少のため6000石で跡を継ぎ、次男の政親に1000石が分与された（吉富池田家）。その後、喜以、喜生、喜生と続き、慶応4年（1868年）に喜通が、1万573石となり再び大名となった。

## 系譜
- 父：池田輝澄（1604-1662）
- 母：天正院 - 生駒正俊の娘
- 正室：安部信之の娘
- 室：赤羽氏
  - 男子：池田政森（1682-1719）
  - 男子：池田政親（1684-1751） - 分知1千石、旗本。
- 生母不明の子女
  - 四男：池田政職（1686-1732） - 池田武憲の養子のち池田政因の養子
  - 男子：助吉
  - 女子：九鬼隆律室
  - 女子：岡山藩家臣鵜殿長春室
  - 女子
  - 女子
  - 女子
- 養子
  - 女子：松平勝以正室 - 池田政直娘
  - 女子：水野忠位正室 - 池田政直娘